# Piera (Spagna)
Piera è un comune spagnolo di circa 15 000 abitanti situato nella comunità autonoma della Catalogna.